# Loewia nudigena
Loewia nudigena är en tvåvingeart som beskrevs av Louis-Paul Mesnil 1973. Loewia nudigena ingår i släktet Loewia och familjen parasitflugor. Inga underarter finns listade i Catalogue of Life.